# Lynge-Frederiksborg Herred

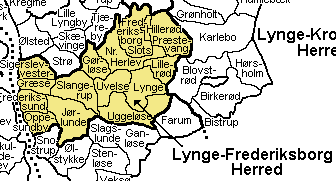
Lynge-Frederiksborg Herred

Lynge-Frederiksborg Herred was een herred in het voormalige Frederiksborg Amt in Denemarken. Oorspronkelijk was Lynge-Frederiksborg samen met Lynge-Kronborg een herred, maar deze werd in 1862 gesplitst. In 1970 werd het gebied deel van de nieuwe provincie Frederiksborg.

## parochies
De herred omvatte de steden Frederkssund en Hillerød, en oorspronkelijk 13 parochies.
- Frederiksborg Slotssogn
- Frederikssund
- Græse
- Gørløse
- Hillerød
- Islebjerg (niet op de kaart)
- Jørlunde
- Lillerød
- Lynge
- Nørre Herlev
- Oppe Sundby
- Præstevang
- Sigerslevvester
- Slangerup
- Uggeløse
- Ullerød (niet op de kaart)
- Uvelse